# صدک
در آمار صدک (به انگلیسی: Percentile)  به مقداری گفته می‌شود که درصد خاصی از نمونه‌های یک متغیر تصادفی کم تر از آن‌اند. به عنوان مثال ۲۰امین صدک یک متغیر تصادفی مقداری است که ۲۰ درصد از مشاهدات این متغیر کم تر از آن هستند. 
۲۵امین، ۷۵امین صدک یک متغیر نام‌های خاص چارک اول و  چارک سوم را دارند.
صدک دهم را نیز دهک اول می نامند .